# AIDC AT-3A Tzu-chung
AIDC AT-3A Tzu-chung – dwusilnikowy, odrzutowy samolot szkolno-treningowy.

## Historia
Samolot został zbudowany przy współpracy Tajwańskiego Ośrodka Rozwojowego Przemysłu Lotniczego z zakładami Northrop dla Sił Powietrznych Tajwanu. W trakcie prac rozwojowych opracowano jednomiejscową wersję A-3 Lui-Mend przeznaczoną do zadań szturmowych (zbudowano tylko prototyp) oraz AT-3P, dwumiejscowy nocny samolot szturmowo-szkolny.